# Dieter Thomas Kuhn

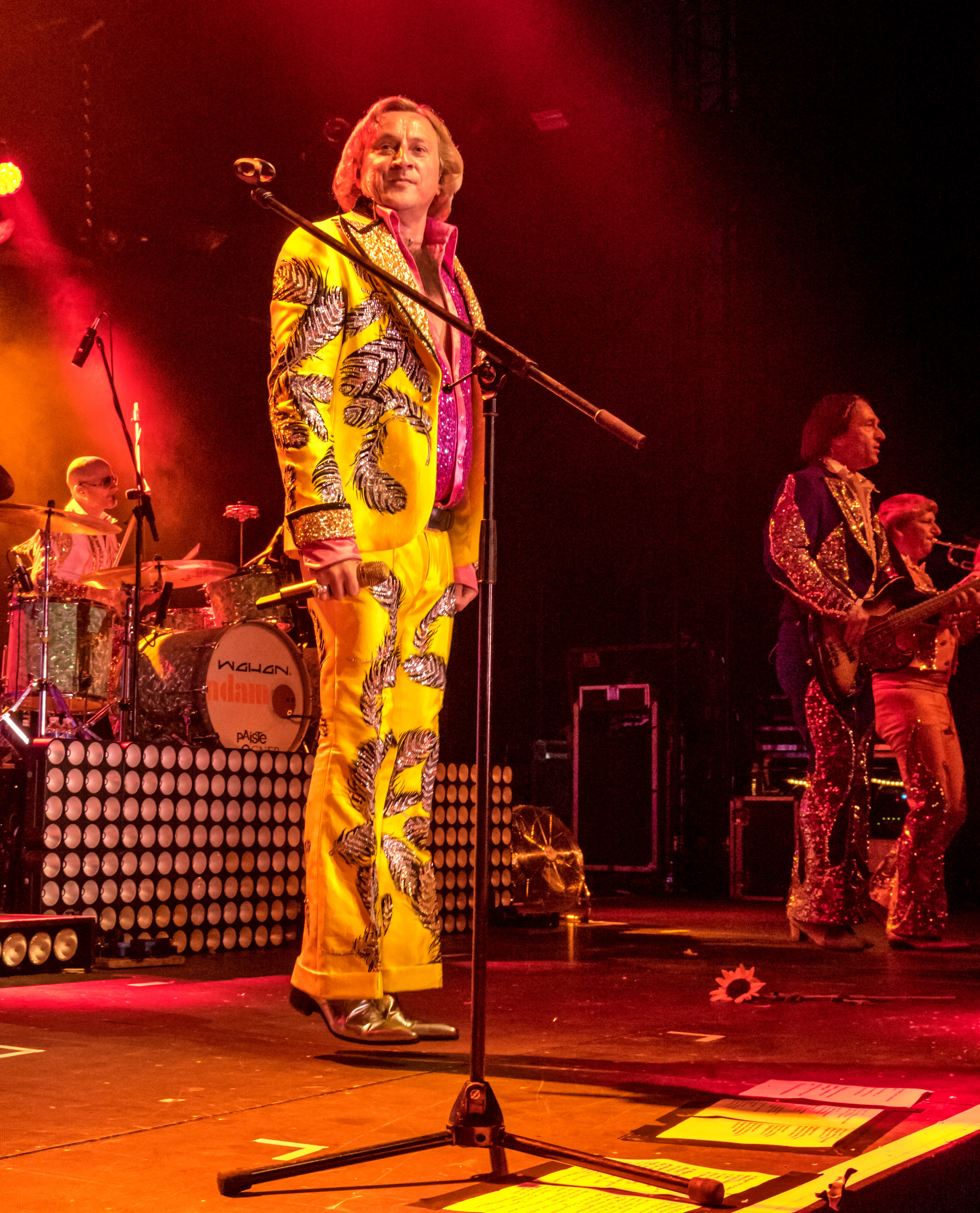
Dieter Thomas Kuhn Zelt-Musik-Festival 2017 Freiburg, Duitsland

Dieter Thomas Kuhn, geboren als Thomas Kuhn (Tübingen, 7 januari 1965) is een Duitse schlagerzanger.

## Carrière
Kuhn en zijn band Kapelle begonnen in 1994 met het coveren van Duitse schlagers uit de jaren 1970. Aanvankelijk trok hij door kleine clubs. Aan de toentertijd officieel verklaarde afsluiting van zijn carrière in 1999 speelde hij tijdens grote Open-Air-concerten deels voor 15.000 toeschouwers. Dieter Thomas Kuhn & Band gaven de Duitse schlager een bepaalde betekenis en zeker respect tot ver over de landsgrenzen. Tot 1999 werden vier albums gepubliceerd. Hij won in 1997 de Deutsche Schallplattenprijs en in het daaropvolgend jaar de Echo.
In 1995 was hij naast Esther Schweins hoofdrolspeler in de filmkomedie Der Trip – Die nackte Gitarre 0,5. Deze poging van een satire op de hippie-flowerpower-generatie en de schlagers van de jaren 1970 werd echter een flop en werd in het Lexicon des Internationalen Films tot de slechtste Duitse filmen van het jaar gerekend. Op 1 oktober 1999 gaf Kuhn een afscheidsconcert in de Stuttgarter Schleyerhalle, om zich vervolgens muzikaal opnieuw te oriënteren. Zijn geboortestad Tübingen bedankte zijn beroemde zoon voor zijn successen met de Dieter Thomas Kuhn & Band-expositie DankeFöhn in het stadsmuseum van februari tot april 2000.
Pogingen om met Duitse pop succesvol te worden, gingen jammerlijk de mist in, evenals het in 2002 gestarte project van de Dreigroschenoper, dat door het Suhrkamp Verlag werd stopgezet wegens het niet naleven van bepaalde handelingen. In december 2004 maakte Kuhn een comeback in de Hamburger markthal met zijn oude schlagerrepertoire. Er volgden in totaal zeven concerten tot de late zomer van 2005, die meestal binnen een paar uur waren uitverkocht.
Fans riepen Kuhn op om verder te gaan. De in 1999 verschenen live-vhs werd gemoderniseerd en als comeback op dvd gepubliceerd. In december 2004 bracht hij de solo-cd Lieblingsweihnachtslieder uit. In april 2006 volgde de publicatie van het nieuwe schlageralbum Einmal um die ganze Welt, dat ook de sprong lukte in de top 100 van de Duitse longplay-hitlijst. Daarna volgde de Welttoernee 2006 – Einmal um die ganze Welt. In juli 2006 zong Kuhn na de wedstrijd voor de derde plaats tijdens het Wereldkampioenschap voetbal 2006 op het FIFA-fan-feest voor 80.000 fans op de Stuttgarter Schloßplatz. Eveneens had hij op 27 mei 2007 met de VfB Stuttgart de landstitel en de tweede plaats in de beker gevierd op de Cannstatter Wasen.
Na afsluiting van een langjarig platencontract (WEA, Warner Music Group) publiceerden Dieter Thomas Kuhn & Band voor het begin van de tournee in juni 2007 hun eerste album onder het label van hun management. Het album Musik ist Trumpf steeg naar de 3e plaats van de hitlijst en luidde de verdere tournees Musik ist Trumpf 2007 en Musik ist Trumpf 2008 in. Sinds april 2009 toert hij samen met zijn band opnieuw door Duitsland, Oostenrijk en Zwitserland. Het eerste concert vond plaats in Salzburg, gevolgd door Wenen en verdere termijnen in heel Duitsland. In juni 2009 verscheen het album Schalala, waarmee Dieter Thomas Kuhn & Band weer een top-50-klassering scoorden.
In december 2009 verscheen een live-dvd, onder andere met een opname van het concert van 2009 op de Berlijnse Waldbühne en verdere hoogtepunten van de Schalala-tournee van 2009. In 2010 werd Kuhn, net als Elton John en de Die Toten Hosen, sponsor van voetbalclub TSG Tübingen uit zijn geboortestad. Samen met het eerste team draaide hij een video voor de heropname van de voetballied-klassieker Gute Freunde kann niemand trennen van Franz Beckenbauer.

## Discografie

### Singles
- 1995: Es war Sommer
- 1996: Eine neue Liebe ist wie ein neues Leben
- 1997: Über den Wolken
- 1997: Ich sprenge alle Ketten
- 1998: Sag mir Quando
- 1999: Willst Du mit mir gehn
- 2001: Der Tag (KUHN Null/Eins)
- 2007: Hey! Amigo Charly Brown
- 2012: Night Fever (uitsluitend als online/download-single verkrijgbaar)

### Albums (cd's)
- 1994: Lieder meines Lebens (Dieter Thomas Kuhn & Band)
- 1995: Mein Leben für die Musik (Dieter Thomas Kuhn & Band) (Gouden Plaat)
- 1997: Gold (Dieter Thomas Kuhn & Band) (Goud)
- 1998: Wer Liebe Sucht (Dieter Thomas Kuhn & Band)
- 1999: Leidenschaft, Lust & Liebe (Dieter Thomas Kuhn & Band)
- 2001: Kuhn Null/Eins (Kuhn)
- 2004: Lieblingsweihnachtslieder (Dieter Thomas Kuhn)
- 2006: Einmal um die ganze Welt (Dieter Thomas Kuhn & Band)
- 2007: Musik ist Trumpf (Dieter Thomas Kuhn & Band)
- 2009: Schalala (Dieter Thomas Kuhn & Band)
- 2012: Hier ist das Leben (Dieter Thomas Kuhn & Band)
- 2015: Im Auftrag der Liebe (live-dubbel-CD) (Dieter Thomas Kuhn & Band)

### Albums (lp's-vinyl)
- 2012: Hier ist das Leben (Dieter Thomas Kuhn & Band)

### Video's/dvd
- 1999: Meilen, Mädchen, Melodien, VHS
- 2004: Meilen, Mädchen, Melodien, DVD
- 2009: Live in Berlin, DVD

## Filmografie
- 1995: Georgia
- 1996: Der Trip – Die nackte Gitarre 0,5

- Gemeinsame Normdatei: 135392500
- International Standard Name Identifier: 0000 0001 1064 4561
- MusicBrainz: 4fd9ccdb-f6d0-4c72-b509-e00eb42c9c91
- Virtual International Authority File: 57831765
- WorldCat: E39PBJtX6bFcmqfry6h8hDYByd